# Wouter Koolmees

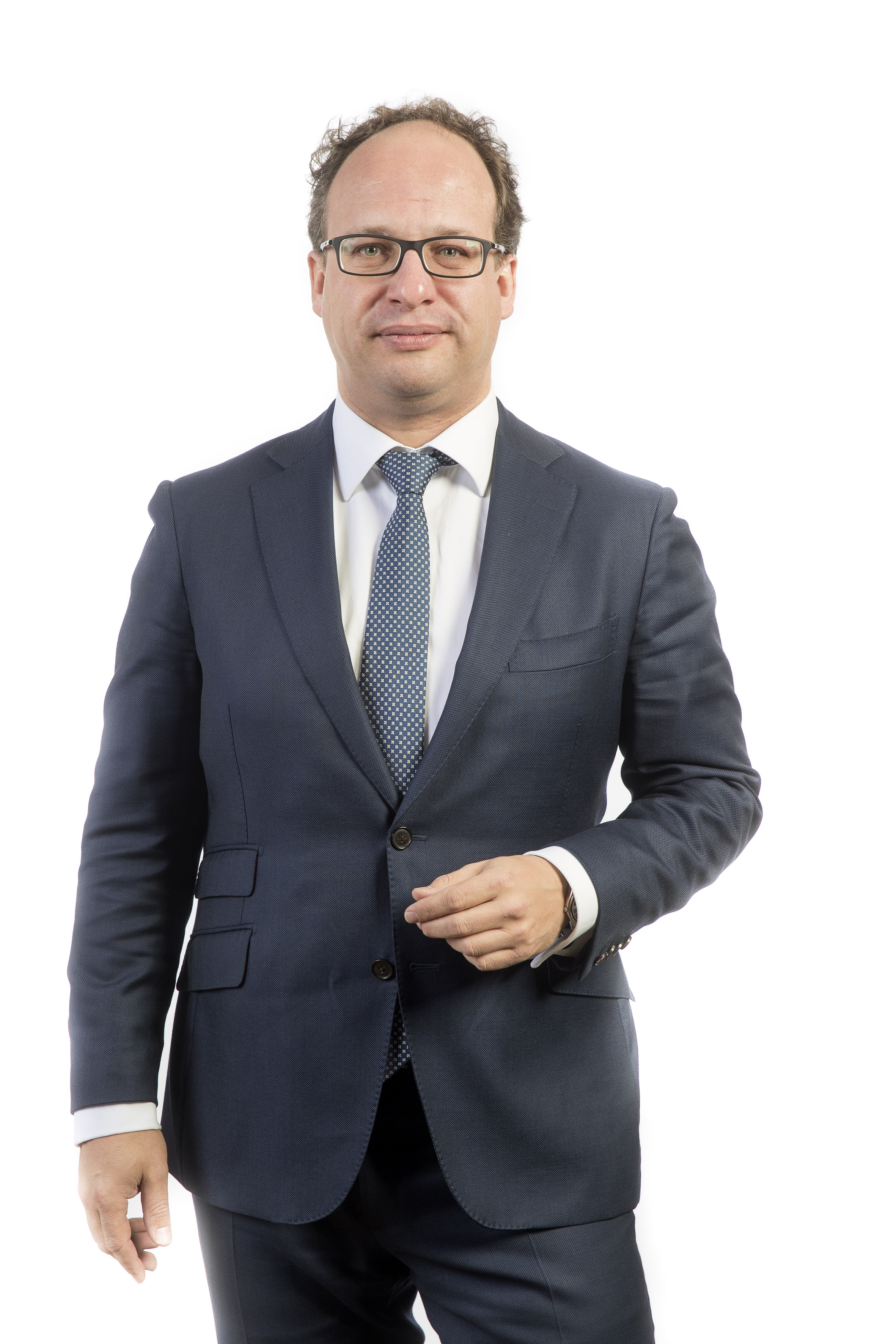
Wouter Koolmees (2017)

Wouter Koolmees (* 20. März 1977 in Capelle aan den IJssel) ist ein niederländischer Politiker der Democraten 66 (D66). Seit dem 1. November 2022 ist er Vorstandsvorsitzender der Nederlandse Spoorwegen.

## Laufbahn
Von 1996 bis 2001 studierte Koolmees Sozial- und Institutionenökonomik an der Universität Utrecht. Koolmees war von 1999 bis 2003 am Niederländischen Wirtschaftsinstitut (heute: Ecorys) in Rotterdam tätig. Anschließend bekleidete er verschiedene Funktionen im Ministerium der Finanzen. Am 17. Juni 2010 wurde er für die linksliberale Partei D66 Mitglied der Zweiten Kammer der Generalstaaten. Er war Fraktionssprecher für Finanzen und Wohnungswesen sowie stellvertretender Fraktionsvorsitzender. Von Oktober 2017 bis Januar 2022 war er Minister für Soziales und Arbeit im Kabinett Rutte III. Vom 1. November 2019 bis zum 14. Mai 2020 war er zudem stellvertretender Ministerpräsident.
Koolmees lebt in Rotterdam.